# Enough (EP)
Enough es el primer extended play de la boy band china Boy Story.El EP fue lanzado digitalmente y físicamente el 21 de septiembre del 2018 por JYP Entertainment. Que contiene las 4 canciones anteriores previas al debut.

## Antecedentes
Al aventurárse en el mercado chino, JYP Entertainment estableció una sociedad de distribución de música con China Music Corporation el 19 de febrero de 2016. Posteriormente,  JYP Entertainment  estableció conjuntamente Beijing Xin Sheng Entertainment Co. Ltd. con Tencent Music Entertainment el mismo año, que supervisó el debut de la banda de chicos Boy Story.
El 5 de abril de 2017, Ocean Music y JYP Entertainment formaron juntos Beijing Xin Sheng Entertainment Co., Ltd. para entretenimiento en interiores, intercambios culturales y artísticos, planificación de películas y televisión, y otros aspectos de colaboración. Unos meses más tarde, JY Park , Jackson Wang , Fei y un aprendiz chino de 10 años fueron a China para grabar una audición  al estilo de un roadshow para reclutar más aprendices para crear un grupo de chicos chinos. Reino en estilo hip hop. El nombre del programa es "Guaishushu Is Coming", y la idea es viajar por diferentes ciudades con audiciones a gran escala y luego tener una ronda final para elegir a los miembros que entrenarán en Corea. 
NCC es un grupo de gestión producido por el grupo musical Tencent y el centro cultural JYP Beijing ubicado en Beijing, China.  También se conoce como NCCE.  New Creative Content Entertainment (NCCE) produce contenido de mayor calidad, liderando la tendencia cultural y de entretenimiento de la industria china del entretenimiento para traer nueva vitalidad. Actualmente, están trabajando para promover de manera más efectiva a sus artistas chinos a pesar de la prohibición del entretenimiento coreano y para promover efectivamente Boy Story, un nuevo grupo de chicos chinos, en China. 

## Lanzamiento
Desde septiembre de 2017, el plan especial "Real! Project" se lanzó con cuatro sencillos para hacer el debut oficial en septiembre de 2018. Se formó en la visión de JYP Entertainment de K-pop 3.0  "Globalización por localización"  siendo el primer grupo con esta estrategia, El grupo fue capacitado en JYP en Corea. El primer sencillo fue "How Old R U". El segundo sencillo fue "Can't Stop" que se lanzó el 15 de diciembre de 2017, y el tercer sencillo fue "Jump Up" lanzado el 30 de marzo de 2018. El último sencillo previo al debut fue producido por el fundador de JYP Entertainment, Park Jin- young . La canción, "Handz Up", fue lanzada el 12 de junio de 2018.
Boy Story hizo su debut oficial el 21 de septiembre de 2018 con su primer miniálbum Enough que incluía todos los sencillos del predebut y la canción debut Enough.

## Promociones
Tras debutar Boy Story realizó un concierto llamado SHOWCASE  en el cual los chicos se iban a distintas partes de China en Taipéi, Shanghái , Pekín y Singapur.

## Lista de canciones
| Enough |              |        |          |          |          |  |
| N.º    | Título       | Letras | Música   | Arreglos | Duración |  |
| 1.     | «How Old RU» |        | J.Y.Park |          | 3:31     |  |
| 2.     | «Can’t Stop» |        | J.Y.Park |          | 3:34     |  |
| 3.     | «Jump Up»    |        | J.Y.Park |          | 3:55     |  |
| 4.     | «Handz Up»   |        | J.Y.Park |          | 3:08     |  |
| 5.     | «Enough»     |        | J.Y.Park |          | 3:23     |  |
| 16:51  |              |        |          |          |          |  |